# Seolcheon-myeon, Namhae-gun
Seolcheon-myeon (koreanska: 설천면) är en socken i kommunen Namhae-gun i provinsen Södra Gyeongsang i den södra delen av Sydkorea, 305 km söder om huvudstaden Seoul. Den ligger på norra delen av ön Namhaedo.